# Krotonylalkohol
Krotonylalkohol je organická sloučenina patřící mezi alkanoly (nenasycené alkoholy). Jedná se o bezbarvou až nažloutlou kapalinu mísitelnou s vodou a většinou organických rozpouštědel. Vyskytuje se ve dvou izomerech, cis a trans.
Vyrábí se hydrogenací krotonaldehydu a samotný nemá velký význam.